# Scharfer Berg

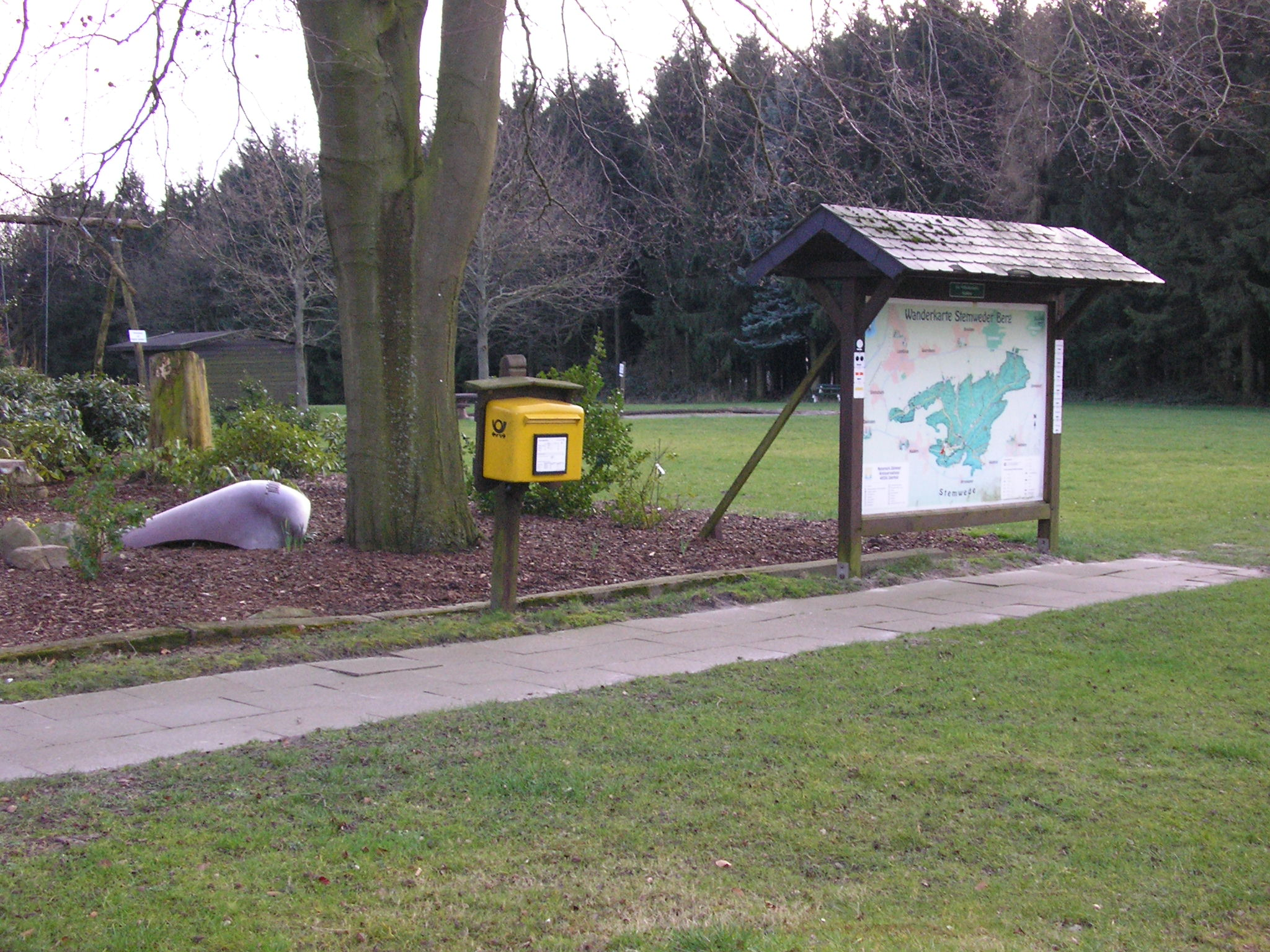
Nahe dem Scharfen Berg steht am „Berggasthof Wilhelmshöhe“ diese Informationstafel nebst Briefkasten

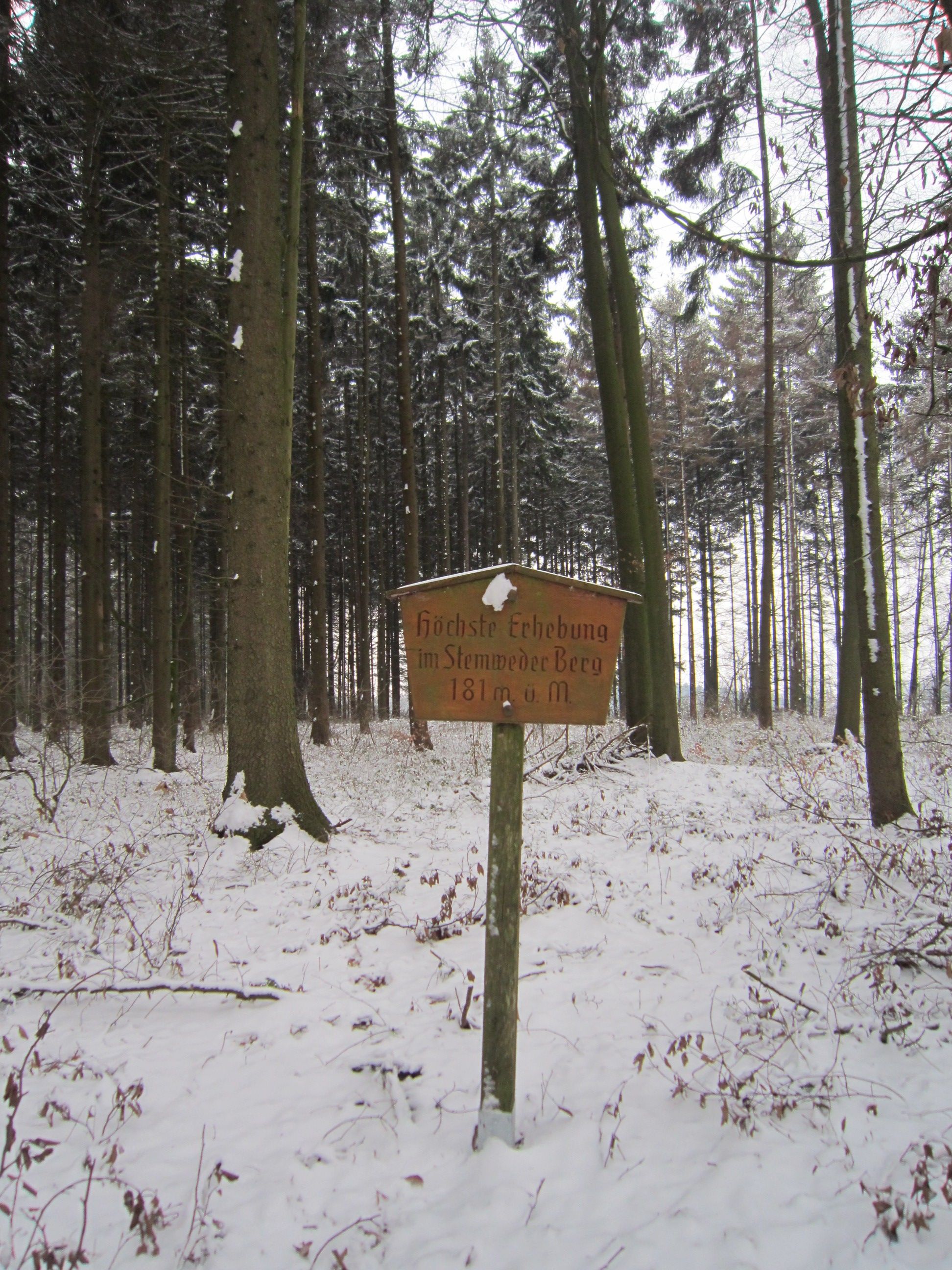
Schild am Scharfen Berg mit falscher Beschriftung: „Höchste Erhebung im Stemweder Berg“

Der Scharfe Berg bei Arrenkamp im nordrhein-westfälischen Kreis Minden-Lübbecke ist mit 180,1 m ü. NHN nach der ostsüdöstlich benachbarten Kollwesshöh die zweithöchste Erhebung des Stemweder Bergs, dem kleinsten und nördlichsten Mittelgebirge von Deutschland.

## Geographie

### Lage
Der Scharfe Berg liegt als Teil des im Naturpark Dümmer gelegenen Stemweder Bergs nördlich von Arrenkamp, einem nördlichen Gemeindeteil von Stemwede. Sein Gipfel gehört zur Gemarkung des nordöstlichen Stemweder Gemeindeteils Wehdem. Die Grenze zu Niedersachsen verläuft rund 850 m nördlich der Bergkuppe. Man erreicht den Scharfen Berg zum Beispiel über den „Weißen Weg“, der aus Richtung Oppendorf kommt und am nahe dem Berg stehenden „Berggasthof Wilhelmshöhe“ (ca. 160 m) bei Haldem an der Grenze zu Wehdem endet.

### Naturräumliche Zuordnung
Der Lange Berg gehört in der naturräumlichen Haupteinheitengruppe Dümmer-Geestniederung (Nr. 58), in der Haupteinheit Rahden-Diepenauer Geest (582) und in der Untereinheit Stemmer Höhen (582.0) zum Naturraum Stemmer Berge (582.00).

## Geschichte
Rund 1,2 km nordöstlich vom Scharfen Berg befindet sich am „Weißen Weg“ ein Hügelgrab aus der Bronzezeit. Viel später wurde am Berg Kalksandstein abgebaut, was an einem aufgelassenen Steinbruch zu erkennen ist. 
Zu Anfang des 20. Jahrhunderts wurde an der südlichen Bergflanke oberhalb des Stemweder Ortsteil Arrenkamp ein Aussichtsturm aus Holz errichtet. Von ihm konnte man bei guten Sichtbedingungen (bis zu 50 km) den Dümmer, den Kellenberg, das Wiehengebirge mit dem Kaiser-Wilhelm-Denkmal an der Porta Westfalica, ein Stück des Wesergebirges, die Dammer Berge und viele Ortschaften erkennen. Wegen Baufälligkeit wurde der Turm 1939 abgerissen. Nach wie vor können Aussichten von den teils unbewaldeten Bergflanken genossen werden.
Auf dem Nordteil der Gipfelregion des Scharfen Berges befindet sich eine Hörfunk-Sendeanlage des Westdeutschen Rundfunks (WDR).

## Flora und Geologie
In der Nähe des Scharfen Bergs, an der Wilhelmshöhe und in einem „Hilige Dehne“ genannten Quertal am Fuß des Höhenzugs, gibt es Streuobstwiesen, von denen man einen guten Blick über die Gegend hat. Die Muschelkalkauflage des Bergs bringt zudem eine für Nordwestdeutschland ganz aus der Art schlagende Flora hervor.

## Sendeanlage Westdeutscher Rundfunk

### Digitaler Hörfunk (DAB)
DAB beziehungsweise der Nachfolgestandard DAB+ wird in vertikaler Polarisation und im Gleichwellenbetrieb mit anderen Sendern ausgestrahlt. Am 29. August 2012 erfolgte der Wechsel von DAB-Kanal 12D auf DAB-Kanal 11D. Über diesen wird derzeit der Multiplex Radio für NRW mit den Programmen des WDR und dem Domradio mit einer Leistung von 1,5 kW ERP übertragen; bis 2015 wurde auch Radio Impala ausgestrahlt.
| Block                        | Programme (Datendienste) | ERP (kW) | Antennen- diagramm rund (ND), gerichtet (D) | Polarisation horizontal (H)/ vertikal (V) | Gleichwellennetz (SFN) |
| ---------------------------- | --- | -------- | ------------------------------------------- | ----------------------------------------- | --- |
| 11D Radio für NRW (D__00236) | - 1 Live (88 kbps) - 1 Live diggi (88 kbps) - WDR 2 Rhein-Ruhr (RR) (88 kbps) - WDR 2 Ostwestfalen-Lippe (OW) (88 kbps) - WDR 2 Südwestfalen (SW) (88 kbps) - WDR 3 (120 kbps) - WDR 4 Rhein-Ruhr (RR) (88 kbps) - WDR 4 Ostwestfalen-Lippe (OW) (88 kbps) - WDR 4 Südwestfalen (SW) (88 kbps) - WDR 5 (88 kbps) - WDRcosmo (80 kbps) - WDR Maus (80 kbps) - WDR Event (56 kbps) - WDR EPG (8 kbps) - ARD TPEG (16 kbps) | 1,5      | ND                                          | V                                         | - Region Aachen: Aachen (Stolberg-Donnerberg), Eifel (Dahlem-Bärbelkreuz) - Bergisches Land: Engelskirchen (Hohe Warte), Gummersbach (Kerberg), Remscheid (Hohenhagen), Wuppertal (Auf der Königshöhe) - Rheinland: Bonn (Venusberg), Köln (Kölnturm) - Rhein-Ruhr: Düsseldorf (Rheinturm), Gelsenkirchen-Scholven, Kleve (Bresserberg), Langenberg (Hordtberg), Viersen (Süchtelner Höhen) - Ruhrgebiet: Dortmund (Florianturm) - Münsterland: Ibbenbüren (Blomenkamp), Münster (Nottuln-Baumberge), Oelde (Mackenberg), Schöppingen - Ostwestfalen-Lippe: Bad Oeynhausen (P.Westf.-Wittekindsberg), Bielefeld (Hünenburg), Herford (Eggeberg), Höxter (Holzminden), Stemwede (Arrenkamp), Teutoburger Wald (Bielstein), Warburg, Willebadessen (Eggegebirge) - Südwestfalen: Arnsberg (Schlossberg), Biedenkopf (Sackpfeife), Ederkopf (Oberste Henn), Hallenberg (Bollerberg), Hochsauerland (Hunau), Lennestadt (Kuhhelle), Meschede, Nordhelle, Olsberg, Siegen (Giersberg) |